# Misgurnus nikolskyi
Misgurnus nikolskyi är en fiskart som beskrevs av Vasil'eva 2001. Misgurnus nikolskyi ingår i släktet Misgurnus och familjen nissögefiskar. Inga underarter finns listade i Catalogue of Life.